# 소함
소함(蕭咸, ? ~ 2년)은 전한 말기의 관료로, 자는 중(仲)이며 경조윤 두릉현(杜陵縣) 사람이다. 어사대부 소망지의 아들이자 산기중랑(散騎中郞) 소급의 동생이다.

## 행적
승상사(丞相史)를 지냈고, 수재로 천거되어 호치령(好畤令)이 되었다. 또 회양나라·사수나라의 내사와 장액·홍농·하동태수를 역임했으며, 부임한 곳마다 치적을 쌓아 수많은 포상을 받았다.
이후 면직되었다가 다시 조정의 부름을 받아 월기교위(越騎校尉)·호군도위(護軍都尉)·중랑장(中郞將)을 역임했고, 대사농으로 전임되었다가 이듬해에 죽었다.
중랑장을 지내던 중, 동공이 자신의 아들 동관신(董寬信)을 소함의 딸과 혼인시키고 싶어하였으나, 동씨 일가의 권세에 부담을 느낀 소함은 동씨와 인척 관계를 맺으면 화근이 되리라는 생각에 에둘러 거절하였다. 과연 애제가 붕어한 후 동씨는 몰락하였고, 동공의 일가족은 합포로 유배되었다.

## 출전
- 반고, 《한서》 권19하 백관공경표 下·권78 소망지전·권93 영행전

| 전임 홍담 | 전한의 대사농 1년 ~ 2년 | 후임 손보 |